# Carl Wilhelm Seele
Carl Wilhelm Seele, född 8 januari 1765, död 6 augusti 1803, var en svensk ämbetsman.
Seele var son till grosshandlare Carl Wilhelm Seele, som ägde huset Ceres 11, i hörnet Stortorget/Svartmangatan i Stockholm, och hans hustru Maria Kohl. Han var extra ordinarie kanslist i Kanslikollegium 1785, kopist vid Inrikes civilexpeditionen 1786 och protokollsekreterare 1787. Han var amatörviolinst och invaldes som ledamot nummer 128 i Kungliga Musikaliska Akademien den 10 oktober 1792. Han umgicks i konstnärliga kretsar och var vän med både Johan Tobias Sergel och Carl Christoffer Gjörwell den yngre.
Han kallades l'Adonis de la Roture och var känd för att klä om tre eller fyra gånger om dagen för att "åkande, gående eller ridande visa sin skönhet." År 1790 hade han ett förhållande med Anna Charlotta von Stapelmohr, hustru till Elis Schröderheim. Charlotte blev gravid med Seele. Schröderheim vägrade erkänna faderskapet, krävde skilsmässa och att barnet skulle dödförklaras och tas ifrån henne så fort det var fött. Man gjorde en överenskommelse om skilsmässa, som stadgade att barnen skulle anses som dödfött och modern bosätta sig på landet på en pension av 10.000 daler kopparmynt. Dottern, Charlotta Vilhelmina Schröderheim, uppfostrades av moderns vän, Beata Elisabeth Théel (1744-1805). Hon kyrkbokfördes inte som vare sig äkta eller utomäktenskaplig i kyrkböckerna, något som egentligen var olagligt.